# Harriet Tubman
Pour les articles homonymes, voir Tubman.
Harriet Tubman, née Araminta Ross vers juillet 1822 (ou entre 1820 et 1825, date incertaine qui varie selon les sources) et morte le 10 mars 1913 à Auburn (État de New York), est une militante antiesclavagiste, abolitionniste et antiraciste américaine, puis féministe et militante des droits civiques.
Esclave victime de graves sévices, elle réussit à s'enfuir et aide par la suite de nombreux autres esclaves à s'évader. Devenue une figure de proue du Chemin de fer clandestin (Underground Railroad), ses actions lui valent les surnoms de « Moïse noire », « Grand-mère Moïse », ou encore « Moïse du peuple noir ».
Après la guerre de Sécession et l'abolition de l'esclavage aux États-Unis en 1865, elle oriente ses actions dans la lutte contre le racisme, le mouvement des droits civiques et le mouvement en faveur du droit de vote des femmes.
Son souvenir est formellement honoré aux États-Unis depuis une directive présidentielle du 10 mars 1990 par la création du Harriet Tubman Day.
Son portrait devait initialement figurer sur le billet de 20 dollars américains à partir de 2020, ce qui aurait fait d'elle la première personnalité afro-américaine ainsi honorée. Le projet est toutefois reporté par le président Donald Trump, puis relancé en vain par son successeur Joe Biden en janvier 2021.

## Biographie

### Origines familiales

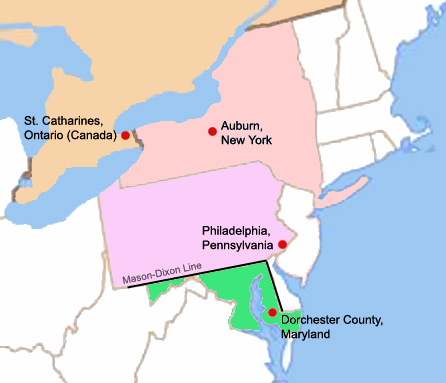
Les lieux qui ont compté dans la vie d'Harriet Tubman

Harriet Tubman est née Araminta « Minty » Ross de parents esclaves, Harriet (« Rit ») Green et Ben Ross. Rit appartenait à Mary Pattison Brodess (et plus tard à son fils Edward) tandis que Ben était la propriété du second mari de Mary, Anthony Thompson, qui dirigeait une grande plantation à proximité de la rivière Blackwater à Madison dans le Maryland.
Comme pour beaucoup d'esclaves aux États-Unis, ni l'année exacte, ni le lieu de sa naissance n’ont été enregistrés et les estimations des historiens divergent, s’échelonnant de 1820 à 1825. Kate Larson, une historienne, avance l'année 1822, en s’appuyant sur un paiement de sage-femme et plusieurs autres documents historiques  tandis que Jean Humez affirme que « les meilleures données actuelles suggèrent qu'Harriet Tubman est née en 1820 mais cela a pu être un an ou deux plus tard. ». Une seconde historienne, Catherine Clinton, note qu'Harriet Tubman estimait l'année de sa naissance à 1825, tandis que son certificat de décès indique 1815 et sa tombe 1820.
Modesty, la grand-mère maternelle d'Harriet Tubman, arriva aux États-Unis sur un navire négrier en provenance d'Afrique ; aucune information n'est disponible sur ses autres ancêtres. Lorsqu'Harriet Tubman était enfant, on lui raconta qu'elle était d'une lignée Ashanti (ce qui situerait l’origine géographique de sa famille à l’actuel Ghana), mais aucun élément ne permet de confirmer ou infirmer cette interprétation.
Sa mère Rit était cuisinière pour la famille Brodess. Son père Ben supervisait le travail du bois dans la plantation Thomson. Ils se marièrent vers 1808 et selon les dossiers de la cour, ils eurent neuf enfants : Linah (1808), Mariah Ritty (1811), Soph (1813), Robert (1816), Minty (Harriet) (vers 1820), Ben (1823,) Rachel (1825), Henry (1830) et Moïse (1832).
Le système esclavagiste séparait fréquemment les familles, en éloignant les parents de leurs enfants, vendus à d’autres propriétaires qui résidaient parfois à de grandes distances. La famille Tubman n’échappa pas à la règle. Edward Brodess vendit trois des sœurs d'Harriet (Linah, Mariah Ritty, et Soph). Quand un commerçant de Géorgie approcha Brodess pour acheter son plus jeune fils Moïse, Rit le cacha pendant un mois, aidée par d'autres esclaves et des Noirs libres de la communauté. Elle fit même face à son propriétaire quand celui-ci, accompagné de « l'homme de Géorgie », vint saisir l'enfant. Elle menaça d’ouvrir la tête au premier homme qui franchirait le seuil de sa maison. Brodess recula et abandonna la vente. Plusieurs biographes s’accordent à penser que l’importance de cet épisode dans le roman familial nourrit sans doute la croyance d'Harriet Tubman dans les possibilités de résistance,.

### Jeunesse
La mère d’Harriet travaillait dans la « grande maison » des maîtres et avait peu de temps à consacrer à sa propre famille,. Harriet Tubman prit donc très tôt soin de ses jeunes frères et sœurs.
À l'âge de cinq ou six ans, elle fut louée à une femme nommée « Miss Susan » chez laquelle elle était quotidiennement victime de mauvais traitements. Sa mission consistait à veiller sur un bébé pendant son sommeil ; lorsqu’il s'éveillait en pleurant, elle était fouettée, ce qui se produisit un jour cinq fois avant le petit-déjeuner. Un autre jour, menacée pour avoir volé un morceau de sucre, Harriet Tubman se cacha dans la porcherie d'un voisin pendant cinq jours, se battant contre les animaux pour les restes de nourriture. Affamée, elle dut retourner chez Miss Susan où elle fut sévèrement frappée. Elle porta les cicatrices de ces sévices pour le reste de sa vie.
Pour se protéger de ces abus, elle s'enveloppait dans plusieurs couches de vêtements. Une autre fois, elle mordit le genou d'un homme blanc qui lui infligeait une correction, ce qui le tint par la suite à distance.
Elle endura des années de traitements inhumains de la part d'autres maîtres. Alors qu’elle était adolescente, elle fut envoyée dans une mercerie pour acheter des fournitures. Elle y trouva un contremaître furieux, à la poursuite d’un esclave qui avait quitté les champs sans permission. Il exigea que Harriet Tubman l’aide à retenir le jeune homme, ce qu’elle se refusa de faire. L’esclave étant sur le point de s'enfuir, le surveillant lui jeta un poids de deux livres posé sur le comptoir du magasin. Il manqua sa cible mais le poids frappa violemment Harriet Tubman à la tête. Elle expliquera plus tard qu'elle pensait que ses cheveux - qui n'avaient jamais été peignés et se dressaient de manière anarchique sur sa tête – avaient pu amortir le choc et lui sauver la vie. Elle fut renvoyée dans la maison de son propriétaire en sang et inconsciente et placée sur le siège d'un métier à tisser où elle resta sans soins médicaux pendant deux jours. Elle fut immédiatement renvoyée dans les champs alors que le sang et la sueur continuaient de couler sur son visage, l’empêchant de travailler. L’homme qui la louait déclara qu'elle « ne valait pas un sou » et la renvoya à Brodess, qui essaya en vain de la vendre.
Peu après, elle commença à avoir des convulsions et à s’évanouir soudainement, même si elle affirmait à son entourage qu’elle restait consciente. Ces crises, qui pourraient avoir été des crises d’épilepsie temporale, perdurèrent toute sa vie,.
Cette grave blessure à la tête survint à un moment de sa vie où Harriet Tubman développa sa foi en Dieu,. Comme nombre d’esclaves à cette époque, elle rejetait l'interprétation des Saintes Écritures traditionnellement utilisée par les esclavagistes pour exhorter les esclaves à être obéissants. Elle puisait son inspiration dans les récits de l'Ancien Testament évoquant une libération, comme celui de Moïse guidant les Juifs hors d’Égypte. Après son traumatisme crânien, elle commença à avoir des visions et des rêves qu'elle interprétait comme des signes divins. Cette perspective religieuse la guida tout au long de sa vie.
Jeune adulte, elle prit le prénom de Harriet, probablement en l’honneur de sa mère,. Aux alentours de 1844 elle épouse John Tubman, un homme noir libre,.

### Évasion

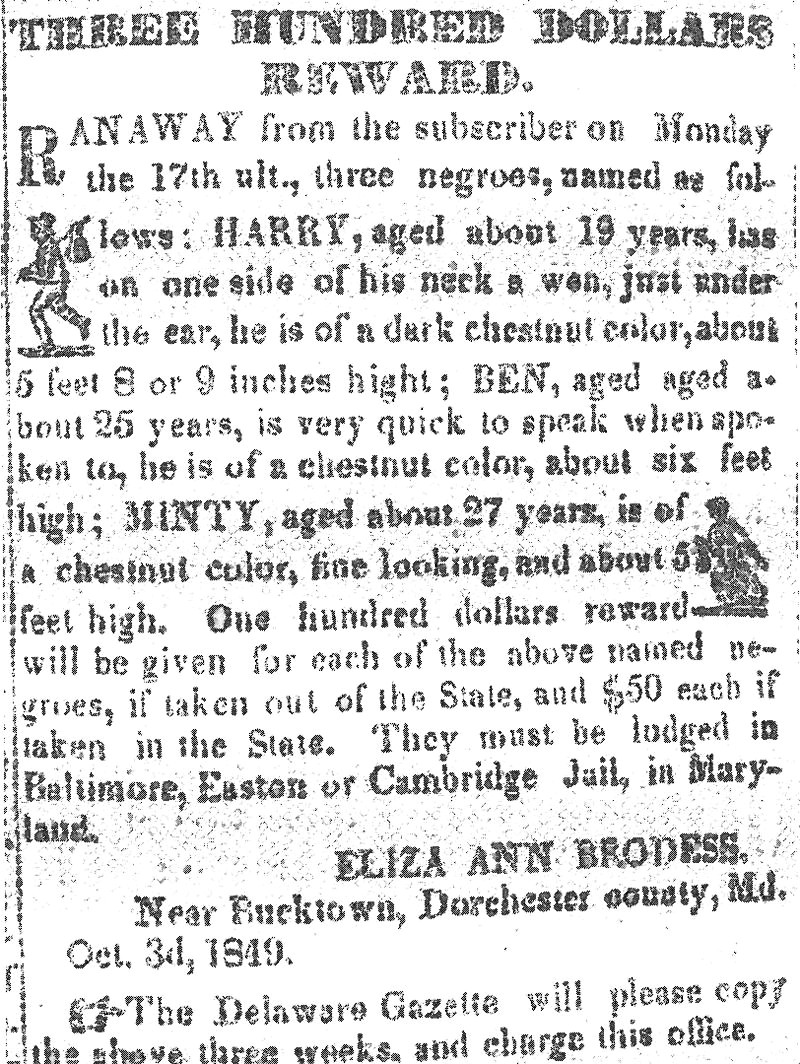
Annonce publiée par Eliza Brodess dans le Democrat de Cambridge offrant une récompense de trois cents dollars pour Harriet (Minty) et ses frères Harry et Ben

En 1849, Harriet Tubman tomba malade et sa valeur marchande diminua en conséquence. Edward Brodess essayait de la vendre, sans parvenir à trouver un acheteur. Harriet Tubman commença à prier pour que son propriétaire change d’avis au sujet de sa vente. « Je priais chaque nuit pour mon maître, jusqu’au premier mars ; et durant toute cette période, il continua d’amener des acheteurs pour me jauger et tenter de me vendre ». Quand il apparut inéluctable que la vente finirait par avoir lieu, elle changea la nature de sa demande : « Mon Dieu, si vous ne comptez pas changer le cœur de cet homme, tuez-le, et ôtez-le de mon chemin. »,.
Une semaine plus tard, au début du mois de mars 1849, Brodess mourut, laissant derrière lui son épouse, Eliza, et huit enfants. Harriet Tubman se repentit alors de sa prière. Mais la mort de Brodess n'écarta pas le risque qu'Harriet Tubman soit prochainement vendue et sa famille séparée, car pour payer les dettes de son mari et éviter la saisie de sa ferme, Eliza décida de vendre une partie des esclaves de la famille.
Craignant d’être revendue, Harriet prit sa propre émancipation en mains. Accompagnée de ses frères Ben et Henry Ross, elle s’échappa une première fois le 17 septembre 1849, sans son mari, un homme libre, qui ne voulait pas la suivre. Tubman avait été louée au docteur Anthony Thompson, qui possédait une très grande plantation appelée Poplar Neck dans le voisinage de Caroline County. Les esclaves ayant été prêtés, Eliza Brodess ne s’aperçut sans doute pas immédiatement de leur disparition. Deux semaines plus tard, elle fit cependant publier un avis de recherche dans le journal local, le Democrat de Cambridge, offrant une récompense de cent dollars pour chaque esclave retrouvé. Une fois échappés, les frères Ross furent cependant pris de remords. Ben avait dû abandonner son tout jeune fils. Effrayés par les dangers d’une vie de fugitif, les deux hommes rebroussèrent chemin, obligeant Harriet à rentrer avec eux,.
Peu après, celle-ci s’échappa à nouveau, cette fois sans ses deux frères,. Elle fut assistée dans sa fuite par des sympathisants quakers et d’autres membres du mouvement abolitionniste, Noirs comme Blancs, qui avaient organisé un vaste réseau d’évasion connu sous le nom de Chemin de fer clandestin (Underground Railroad en anglais). On sait peu de choses sur les circonstances exactes de son départ ; il était en effet nécessaire qu'elle conservât secrète une route qui a continué à être utilisée par d'autres fugitifs après elle.
La zone de Preston, proche de Poplar Neck dans le comté de Caroline (Maryland) était le siège d’une importante communauté quaker, et fut probablement la première étape, sinon le point de départ, de la fuite d'Harriet Tubman. De là, elle prit sans doute le chemin, long de près de 145 kilomètres, emprunté par la majorité des esclaves fugitifs : en direction du nord-est par le fleuve Choptank, à travers le Delaware et ensuite vers le nord jusqu’à Philadelphie. Ce dangereux périple nécessitait de se déplacer de nuit, en évitant la surveillance des « chasseurs d’esclaves », avides des récompenses obtenues pour la capture de fugitifs. Le « conducteur » du chemin de fer clandestin utilisa un certain nombre d’astuces pour la cacher. Lors de l’un de ses premiers arrêts, la femme qui l’accueillit lui fit balayer la cour pour donner l’impression qu’elle travaillait pour sa famille. Quand la nuit tomba, on la cacha dans une charrette pour l’emmener à l'étape suivante.
Elle pénétra finalement en Pennsylvanie avec un sentiment mêlé d'émerveillement et de terreur, décrivant plus tard ses sensations dans les termes d’une expérience religieuse : « Quand je découvris que j'avais franchi cette ligne, je regardai mes mains pour voir si j'étais la même personne. Il y avait une telle gloire sur tout : le soleil est apparu comme l'or à travers les arbres et sur les champs, et je me sentais comme si j'étais au Paradis. »,.

### Activités abolitionnistes
Harriet Tubman effectua de nombreux allers et retours au Maryland pour aider d’autres esclaves à s’échapper, ce qui lui valut le surnom de «  Moïse of her people ». Sa carrière de passeuse de fugitifs commença par la libération de membres de sa famille.
Immédiatement après avoir atteint la ville de Philadelphie, elle pensa en effet à sa famille : « J’étais une étrangère dans un monde étrange […] Mon père, ma mère, mes frères et sœurs et amis étaient [au Maryland]. Mais j’étais libre, et ils devaient être libres eux aussi ». Elle trouva des petits boulots et commença à économiser de l’argent. Dans l’année qui suivit, le Congrès américain adopta le Fugitive Slave Act de 1850, qui contraignit tous les États, même ceux qui avaient interdit l'esclavage, à collaborer à la capture des esclaves fugitifs et à infliger de lourdes peines aux complices d'évasion. La loi augmenta les risques pour les esclaves en fuite, dont beaucoup poussèrent jusqu’au Canada. Dans le même temps, l’expansion de Philadelphie attisait les tensions raciales.
En décembre, Harriet Tubman reçut depuis Cambridge une nouvelle l’alertant de la vente prochaine de sa nièce Kessiah et de ses deux enfants, James Alfred, âgé de six ans, et Araminta, encore bébé. Craignant de voir sa famille encore plus brisée qu’elle ne l’était déjà, Harriet Tubman retourna volontairement sur la terre de son asservissement, ce que très peu d'esclaves faisaient. Elle prit le chemin de Baltimore où son beau-frère, Tom Tubman, la cacha jusqu'au moment de la vente. Le mari de Kessiah, un homme noir libre nommé John Bowley, se rendit à la vente de sa femme où il fit en sorte de remporter l’enchère. Tandis qu'il feignait de prendre ses dispositions pour payer, Kessiah et ses enfants s’enfuirent dans une cache située à proximité. Quand la nuit tomba, John Bowley convoya sa famille sur un canot jusqu’à Baltimore, à cent kilomètres de là. Ils furent pris en charge par Harriet Tubman qui les conduisit à Philadelphie.
À l'automne 1851, Harriet Tubman retourna dans le comté de Dorchester pour la première fois depuis son évasion, cette fois pour retrouver son mari John. Avec l’argent épargné sur ses maigres salaires, elle lui acheta un costume et fit route vers le sud. John, cependant, refusa de la suivre, se déclarant heureux de son sort ; il avait épousé une autre femme du nom de Caroline. Harriet Tubman profita alors de son voyage pour exciter les velléités de fuite de quelques esclaves qu’elle mena jusqu’à Philadelphie. Elle réussit par la suite à ramener en sûreté ses quatre frères, Ben, Robert, Henry, et Moïse, mais échoua à sauver sa sœur, Rachel, ainsi que les deux enfants de celle-ci, Ben et Angerine. Rachel mourut en 1859 avant qu’Harriet ne puisse la secourir.
Tubman conduisit également des esclaves vers le Canada, désormais le seul endroit sûr d’Amérique du Nord pour les esclaves en fuite. En décembre 1851, elle guida un groupe non identifié de onze fugitifs vers le nord. Des indices suggèrent qu'Harriet Tubman et son groupe ont pu s’arrêter au domicile de l'abolitionniste et ancien esclave Frederick Douglass. Dans la troisième version de son autobiographie, Douglass écrit : « Une fois, j'eus onze fugitifs à la fois sous mon toit, et il était nécessaire pour eux de rester avec moi jusqu'à ce que j'aie pu recueillir suffisamment d'argent pour les conduire au Canada. Ce fut le plus grand nombre que j'aie jamais abrité et j'eus quelques difficultés à fournir la nourriture et un toit à tant de monde ». La date et le nombre de voyageurs coïncident avec les données fournies par Harriet Tubman.
Selon ses propres estimations, et celles de ses proches, en treize expéditions, elle a personnellement guidé environ soixante-dix esclaves vers la liberté. D'autres sources font état de dix-neuf trajets vers le Sud,. Elle ne fut jamais capturée et, selon ses propres mots, « jamais ne perdit un passager ». Elle fournit aussi des instructions détaillées à beaucoup d’autres, qui voulaient s’échapper par eux-mêmes.
Sa propriétaire, Eliza Brodess, promit une prime de cent dollars pour sa capture, mais nul ne sut jamais que c’était Harriet Tubman qui était responsable d’autant de fuites d’esclaves de son ancien voisinage au Maryland. Des années après la guerre de Sécession, on rapporta qu’une prime de 40 000 dollars avait été offerte pour sa capture ; mais cela ne fut qu’un mythe créé pour dramatiser à l’excès son action, dans le cadre de l’après-guerre.

### Guerre de Sécession

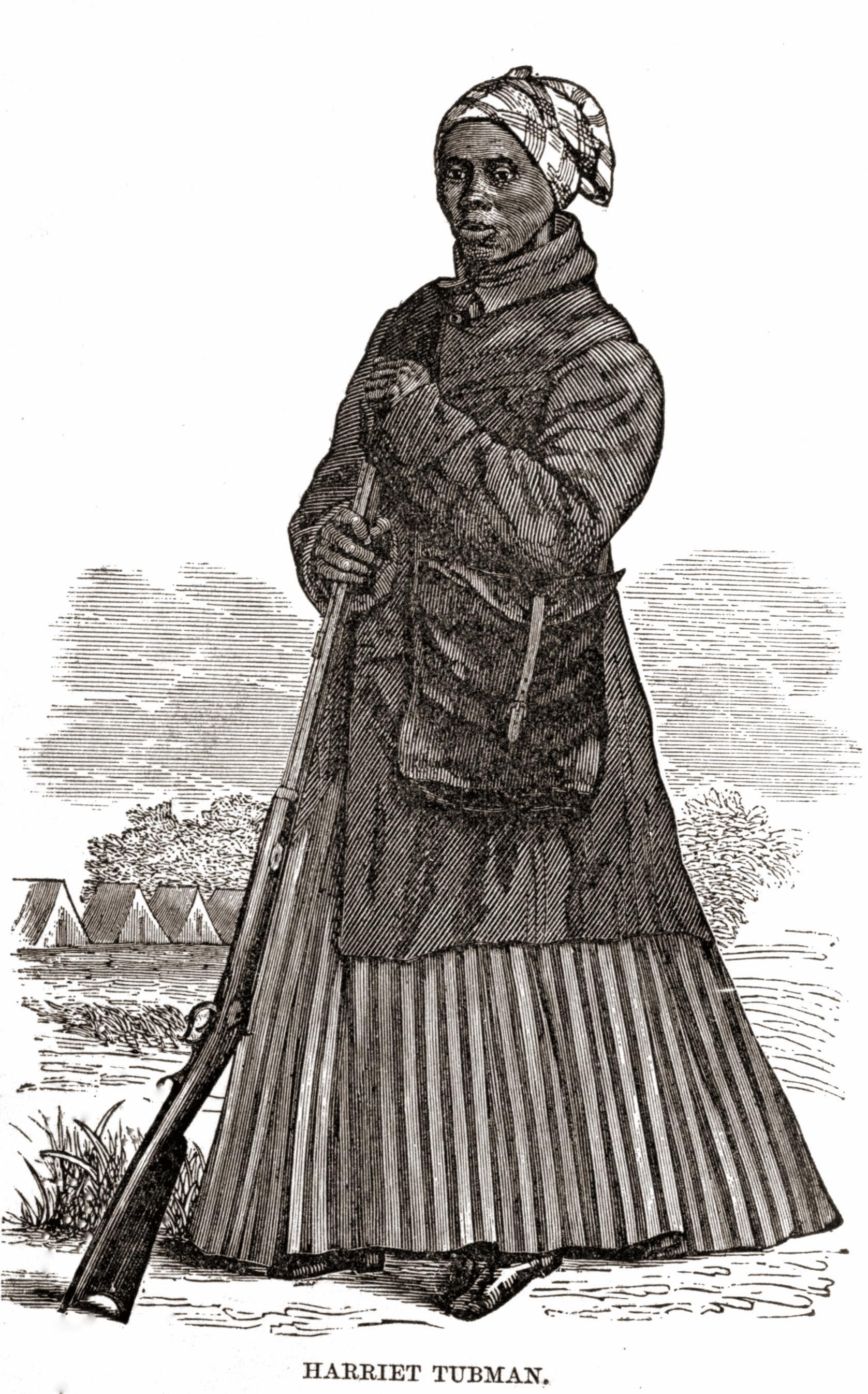
Gravure sur bois de Tubman en vêtements de guerre civile.

Quand la guerre de Sécession débuta en 1861, Harriet Tubman plaça ses espoirs dans une victoire de l’Union qui, espérait-elle, serait un pas décisif vers l’abolition de l'esclavage. Souhaitant mettre son savoir-faire et son expérience au service de l’Union, elle rejoignit rapidement un groupe d’abolitionnistes de Boston et de Philadelphie qui s'installèrent sur l'Île de Hilton-Head en Caroline du Sud. Par son aide aux esclaves fugitifs, elle devint rapidement une figure importante des camps localisés à Port-Royal. Elle servit comme cuisinière et infirmière, préparant des remèdes à base de plantes locales et aidant les soldats qui souffraient de dysenterie. Elle soigna même des hommes atteints de la variole, sans contracter elle-même la maladie, ce qui contribua à nourrir la rumeur qu’elle était bénie de Dieu. Les rations qu’elle recevait du gouvernement pour son travail alimentèrent la jalousie de certains esclaves fugitifs qui voyaient là le signe d’un traitement spécial. Pour apaiser les tensions, elle renonça à son droit et gagna sa vie en vendant des tartes et de la bière à base de racines.
En janvier 1863, Lincoln mit en œuvre la Proclamation d'émancipation qui déclarait libre tout esclave résidant sur le territoire de la Confédération sudiste. Harriet Tubman renforça son engagement dans le conflit en prenant la tête d’un groupe d’espions qui opérait dans les terres environnant Port-Royal.
Les marais et les rivières de Caroline du Sud présentaient un profil similaire à ceux de la rive orientale du Maryland et sa science du voyage clandestin lui fut utile. Son groupe d’éclaireurs qui travaillait sous les ordres du secrétaire à la Guerre des États-Unis, Edwin M. Stanton, effectuait des reconnaissances et cartographiait le terrain inconnu. Elle travailla ensuite aux côtés d'un abolitionniste proclamé, le colonel James Montgomery (en), fournissant des renseignements essentiels à la prise de Jacksonville, en Floride,.
Au début du mois de juin 1863, Harriet Tubman servit de principal conseiller à l’organisation du raid des troupes de Montgomery (en) contre une série de plantations le long de la rivière Combahee (en), dans le comté de Colleton en Caroline du Sud. Elle participa à l’assaut : embarquée à bord de l’USS John Adams, elle guida, entre les mines confédérées, les trois bateaux à vapeur qui transportaient les trois cents soldats de l'opération. Une fois à terre, les troupes de l'Union mirent le feu aux plantations, détruisant les infrastructures et saisissant des milliers de dollars de denrées alimentaires et de fournitures. Alertés par les sifflets des bateaux à vapeur, les esclaves de la zone affluèrent vers la rive ; les propriétaires qui, armés de pistolets et de fouets, tentèrent d'arrêter leur fuite furent rapidement submergés par la masse des fuyards qui embarquèrent par centaines,.
Tubman, qui rapporte n’avoir « jamais vu un tel spectacle », décrit une scène de chaos où se mêlaient des femmes portant des pots de riz encore fumant, des cochons couinant dans des sacs portés en bandoulière et des bébés accrochés au cou de leurs parents. Alors que les troupes confédérées convergeaient vers les lieux, les bateaux à vapeur surchargés d'esclaves prirent la direction de la ville de Beaufort.

### Méthodes

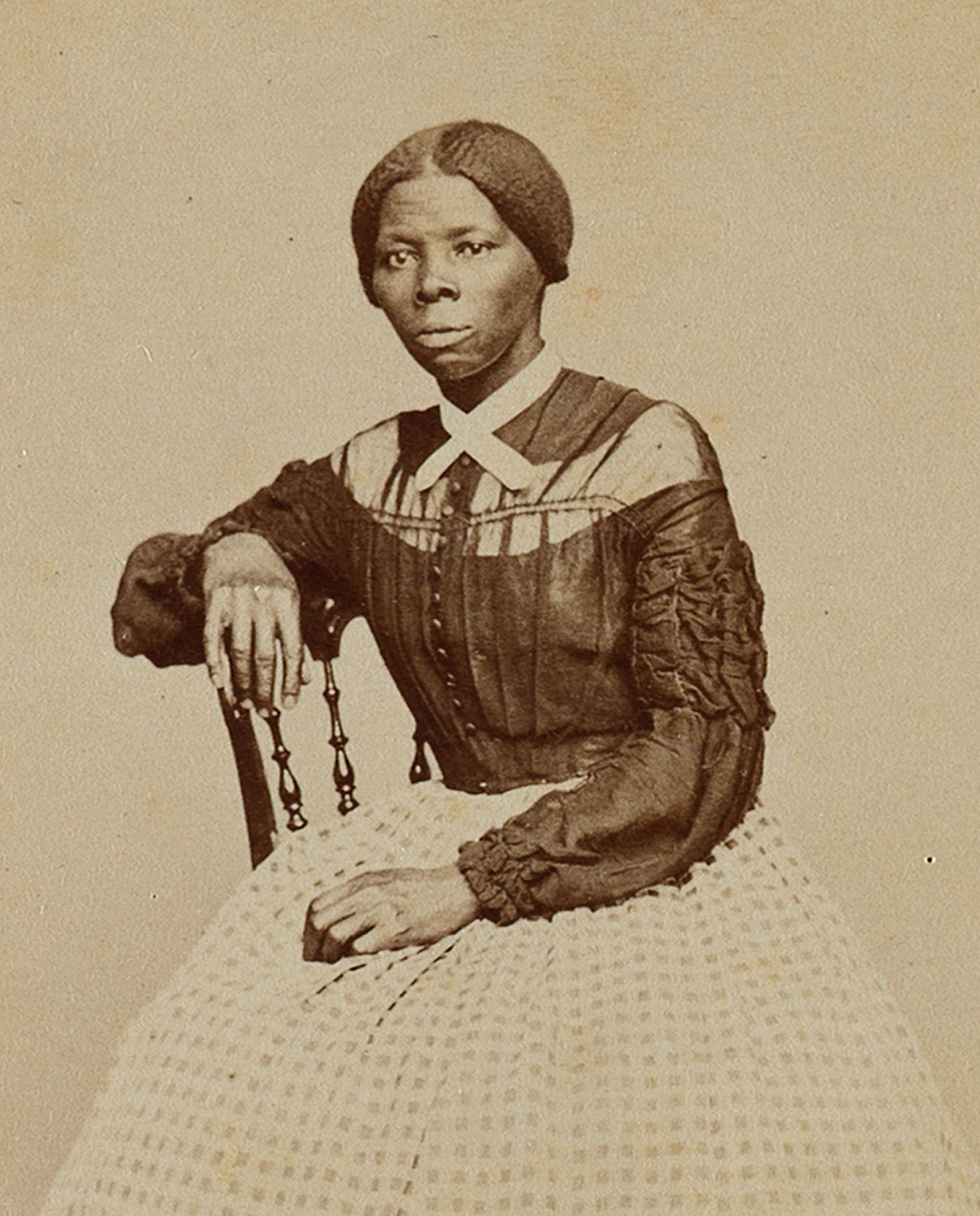
Harriet Tubman vers 1868-1869.

Son succès dans ses aventures était en grande partie dû à son intelligence, son astuce, son audace et à son caractère intransigeant, qu’elle mit au service de plans bien établis pour ses expéditions. Elle s'appuya sur la communauté noire, très soudée, qui l’aida à ramener sa famille et ses amis durant la plupart de ses missions au Maryland. Elle ne rencontrait pas ses contacts à proximité des plantations d’où ils devraient s’échapper : elle leur envoyait des messages, pour qu’ils pussent la rencontrer dans un endroit secret. Elle avait l'habitude des déguisements. Une fois, elle emporta deux poulets avec elle. Menacée d'être reconnue lorsqu’elle se trouva presque nez à nez avec son ancien maître, elle lâcha les poulets puis courut après eux pour les rattraper. Cela amusa le maître, qui ne réalisa pas que cette maladroite était, en fait, une voleuse d’esclaves.
Une fois, dans une gare, elle s’aperçut que les chasseurs d’esclaves évadés surveillaient les trains se dirigeant vers le nord. Sans hésiter, elle fit embarquer son groupe dans un train en partance pour le Sud, pariant avec succès que jamais ses poursuivants n’imagineraient qu’elle s’enfonce en territoire ennemi ; plus tard elle reprit la route prévue, en partant d'un endroit plus sûr.

### Vie après la guerre de Sécession
Après la guerre, Harriet Tubman devint une militante pour les droits des Afro-Américains et des femmes. Elle travailla en particulier à promouvoir la cause du suffrage féminin. À une femme blanche qui lui demandait si elle croyait que les femmes devraient avoir le droit de vote, elle répondit qu’elle avait « assez souffert pour le croire »,. Harriet Tubman assista d’abord aux réunions des organisations suffragistes, avant de s’engager aux côtés de femmes telles que Susan B. Anthony et Emily Howland,. Elle se rendit à New York, Boston et Washington pour participer à des conférences en faveur du droit de vote des femmes. Son argumentation visait à démontrer que les femmes méritaient par leurs actes d’accéder aux droits politiques. Elle illustrait son propos en décrivant sa propre action pendant et après la guerre de Sécession et mettait en avant le sacrifice des innombrables femmes qui avaient œuvré en faveur de la nation américaine.
Grâce à Sarah Bradford qui fit office de biographe et transcrivit ses récits, elle vit l’histoire de sa vie publiée en 1869 sous le titre de Scènes de la vie d’Harriet Tubman (Scenes in the Life of Harriet Tubman),,.
Cela fut d’une aide considérable pour sa condition financière misérable (elle n’obtint une pension de 20 dollars pour son passé militaire que trente ans après les faits),. La même année elle épousa Nelson Charles Davis (en), un autre vétéran de la guerre de Sécession de vingt-deux ans son cadet. Ils vécurent ensemble à Auburn, État de New York, dans une maison qu’elle avait rachetée à son célèbre ami William H. Seward, secrétaire d'État sous la présidence d’Abraham Lincoln. Elle y vécut entourée de membres de sa famille et d’amis, qui avaient choisi de s’établir près d’elle après la guerre de Sécession.

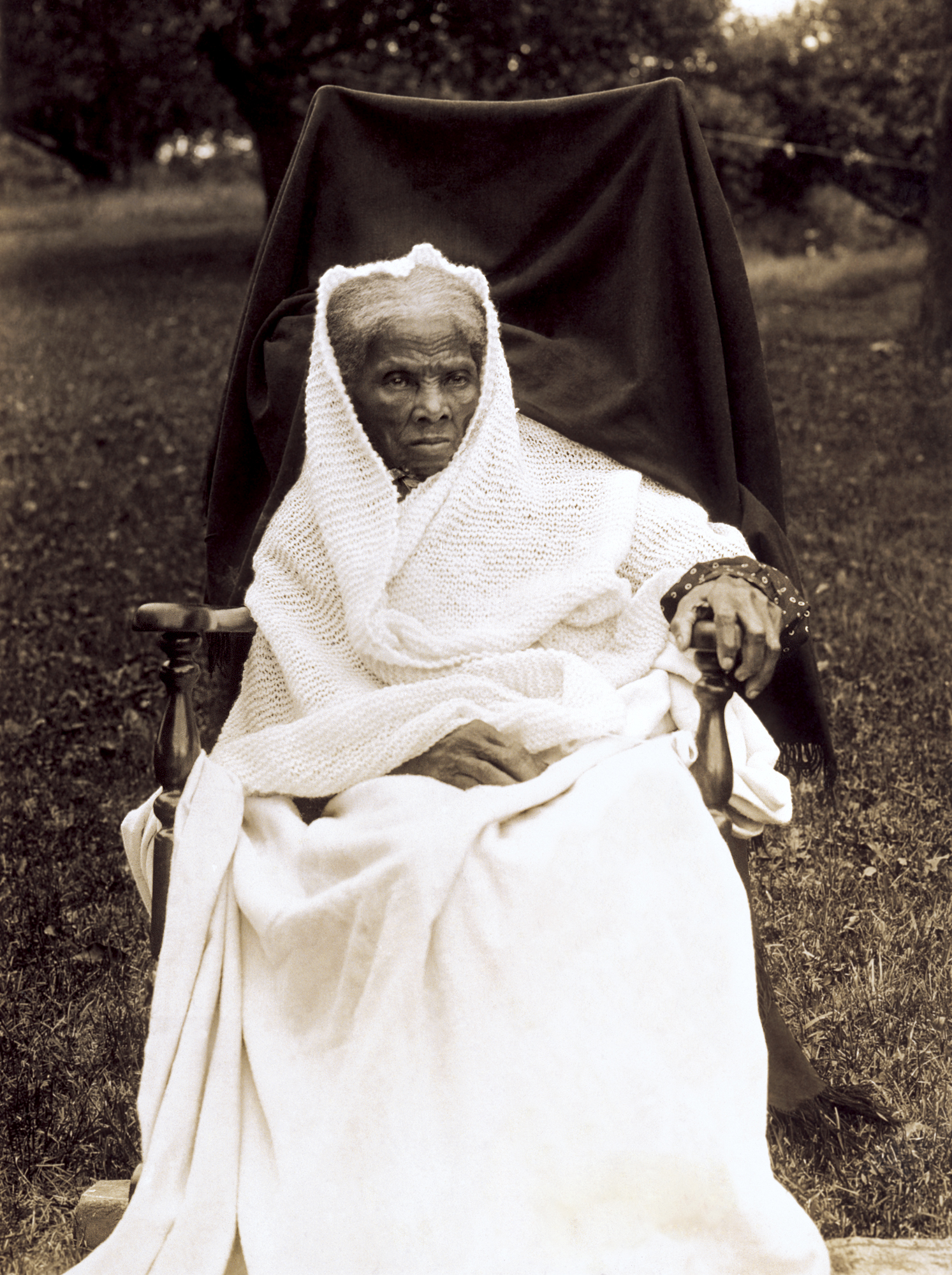
Harriet Tubman vers 1911.

Finalement, à cause de son arthrite et de sa santé fragile, elle emménagea dans l’hospice pour Afro-Américains âgés et malades qu’elle avait elle-même contribué à fonder, le Harriet Tubman Home for the Aged. Il était construit sur un terrain qu’elle avait acheté, jouxtant sa propriété d’Auburn. Elle y mourut en 1913 d'une pneumonie, après avoir dicté ses mémoires jusqu’au dernier jour. Elle reçut les honneurs militaires au cours de son enterrement, et une plaque à sa mémoire fut placée sur le tribunal du comté de Cayuga, à Auburn. Depuis 1990, la mémoire d’Harriet Tubman est honorée chaque 10 mars, jour de sa mort.

## Hommages

### Billet de banque
Le 20 avril 2016, il est annoncé qu'elle devrait figurer sur un nouveau billet de 20 dollars américains,. C'est la première personnalité noire et la troisième femme qui devait apparaître sur un billet américain, après le billet de 1 dollar figurant Martha Washington entre 1886 et 1891 et après le billet de 20 dollars représentant une scène avec l'amérindienne Pocahontas en 1860. Cependant, en septembre 2017, l'administration du président Donald Trump remit en question cette décision ; le secrétaire au Trésor Steven Mnuchin indiqua d'une part : « Pour le moment, nous avons des sujets bien plus importants sur lesquels travailler » ; d'autre part, Donald Trump, admirateur du président Andrew Jackson, qui figurait ces dernières années sur les billets de 20 dollars, avait durant sa campagne présidentielle manifesté son opposition à son retrait. Le projet est repoussé au moins jusqu’à 2028. Quelques jours après son investiture, en janvier 2021, Joe Biden relança le projet de faire figurer Harriet Tubman sur les billets de 20 dollars.

### Parcs, monuments
En 1973, elle est inscrite au National Women's Hall of Fame. En novembre 2024, Tubman est commémorée comme « général 1 étoile » dans le Maryland National Guard, en reconnaissance pour service militaire rendu durant la guerre civile. Dans ce même État, un monument national est érigé dans l'Harriet Tubman Underground Railroad National Historical Park,. Le parc national Harriet Tubman National Historical Park a été créé le 10 janvier 2017 et différents lieux de mémoire sont répertoriés par le National Park Service. The Tubman-Garrett Statute of Wilmington est érigée dans le Tubman-Garrett Riverfront Park.
Des dizaines d'écoles, de rues et d'autoroutes, de communauté paroissiales, d'organisations, d'agences gouvernementales se nomment Tubman. En 1944, the United States Maritime Commission lance le SS Harriet Tubman, le premier navire de la Liberté portant le nom d'une femme noire.

### Musique
Un trio de jazz formé en 1998 par JT Lewis (en) (batterie), Brandon Ross (en) (guitare) et Melvin Gibbs (basse) s'appelle « Harriet Tubman band ». Underground Railroad est une composition du saxophoniste Jordan Philippe dédiée à Harriet Tubman. Harriet Tubman ballad de Woody Guthrie figure sur l’album Long Ways To Travel. Un morceau de Wynton Marsalis sur l'album Thick in the South porte son nom.

### Peinture
Le peintre américain Jacob Lawrence consacre une série de peintures à la vie d’Harriet Tubman entre 1938 et 1940, puis reprend ce thème en 1967 dans son livre pour enfants Harriet and the Promised Land. L'artiste afro-américaine Faith Ringgold lui rend hommage dans son tableau-quilt The Sunflowers Quilting Bee at Arles: The French Collection Part I, #4, 1991.

### Cinéma
- 2019 : Harriet est un film de Kasi Lemmons avec Cynthia Erivo[95].
- 2018 : Timeless (série), ép. 9, saison 2, « The General » Harriet Tubman est interprétée par Christine Horne[96],[97].
- 2009 : Warehouse 13 (série), ép. 13, saison 1, « Vente aux enchères », apparition du dé à coudre d'Harriet Tubman, un artefact permettant de réfléchir la lumière et de prendre l'apparence de n'importe qui. Ce dé à coudre était utilisé par Harriet Tubman quand elle confectionnait les vêtements des esclaves qu'elle aidait à libérer[98].
- 2017 : L'épisode 6 de la saison 2 de la série Underground, L'histoire de Harriet Tubman (Minty), est un discours prononcé par Harriet Tubman devant les abolitionnistes de Philadelphie pendant lequel elle commente sa vie vécue avec conviction, compassion et courage[99].

### Autres
L'astéroïde 241 528, découvert en 2010, est nommé Tubman, en son honneur.
Le parcours de vie d'Harriet Tubman est proposé parmi les exemples de « Résister à l’esclavage : survivre, s’opposer, se révolter », thématique de la session 2024-2025 du concours national français de la flamme de l'égalité.
Le 16 février 2025, l'émission radiophonique Autant en emporte l'histoire, sur la chaîne de radio publique France Inter, alors la radio la plus écoutée de France, lui a consacré un épisode, sous le titre Harriet Tubman, née esclave et héroïne de l’abolitionnisme, centré sur l'évasion de Tubman puis son implication dans le Chemin de fer clandestin.

### Ouvrages
- (en) Douglas V. Armstrong, The archaeology of Harriet Tubman's life in freedom, Syracuse, New York, Syracuse University Press, 2022, 474 p. (ISBN 9780815655237 et 0815655231, OCLC 1293448738, lire en ligne)
- (en-US) Terry Barber, Harriet Tubman, Grass Roots Press, 1er septembre 2006, 52 p. (ISBN 9781894593465, lire en ligne)
- (en-US) Judy Bentley, Harriet Tubman, Franklin Watts, 1er septembre 1990, 152 p. (ISBN 9780531109489, lire en ligne)
- (en-US) Sarah Hopkins Bradford, Harriet Tubman : The Moses of Her People, G.R. Lockwood & Son, 1886, 164 p. (ISBN 9780844617176, lire en ligne).
- (en-US) Sarah Bradford, Scenes in the life of Harriet Tubman, W.J. Moses, printer, 1869, 156 p. (lire en ligne),
- (en-US) Bree Burns, Harriet Tubman, Chelsea House Publications via Internet Archive, mai 1992, 88 p. (ISBN 9780791017517, lire en ligne)
- (en-US) M.J. Cosson, Harriet Tubman, Abdo Publishing Company, 1 septembre 2007, rééd. 2008, 120 p. (ISBN 9781599288420, lire en ligne)
- (en-US) Catherine Clinton, Harriet Tubman : The Road to Freedom, Back Bay Books via Internet Archive, 2 février 2004, rééd. 5 janvier 2005, 304 p. (ISBN 9780316155946, lire en ligne).
- (en) Erica Armstrong Dunbar, She Came to Slay : The Life and Times of Harriet Tubman, Simon & Schuster, 2019, 157 p. (ISBN 978-1-9821-3959-9 et 978-1-9821-3966-7, OCLC 1125984028, lire en ligne)
- (en-US) Callie Smith Grant, Harriet Tubman, Barbour Publishing via Internet Archive, 1 décembre 1999, rééd. 1 février 2003, 100 p. (ISBN 9781586607326, lire en ligne)
- (en-US) Lisa Halvorsen, The Triangle Histories Of The Civil War: Leaders Harriet Tubman, Blackbirch Press, 2002, 112 p. (ISBN 9781567115628, lire en ligne)
- (en-US) Jean McMahon Humez, Harriet Tubman : the life and the life stories, University of Wisconsin Press, 2003, 471 p. (ISBN 9780299191207, lire en ligne)
- (en-US) Frances T. Humphreville, Harriet Tubman. flame of freedom, Houghton Mifflin School, 1er juin 1991, 196 p. (ISBN 9780395549643, lire en ligne)
- (en-US) Kathleen V. Kudlinski, Harriet Tubman: Freedom's Trailblazer, Aladdin Paperbacks, 1er janvier 2002, 212 p. (ISBN 9780689848667, lire en ligne)
- (en-US) Kate Clifford Larson, Harriet Tubman: A Reference Guide to Her Life and Works, Rowman & Littlefield Publishers, 16 mai 2022, 254 p. (ISBN 9781538113578, lire en ligne).
- (en-US) Kate Clifford Larson, Bound for the promised land : Harriet Tubman, portrait of an American hero, Ballantine via Internet Archive, 1er janvier 2004, 402 p. (ISBN 9780345456281, lire en ligne)
- (en) TewksburyTV, The Life & Times of Harriet Tubman with Dr. Kate Clifford Larson, 11 mai 2020, vidéo (lire en ligne)
- (en-US) Emma Lynch, Harriet Tubman, Heinemann Educational Books via Internet Archive, 14 mars 2005, 40 p. (ISBN 9781403463531, lire en ligne)
- (en-US) Ann Petry, Harriet Tubman : Conductor On The Underground Railroad, Simon Pulse via Internet Archive, 1 juin 1955, rééd. 1 août 1990, 244 p. (ISBN 9780671731465, lire en ligne),
- (en-US) Dana Meachen Rau, Harriet Tubman, Compass Point Books via Internet Archive, août 2000, rééd. 2001, 40 p. (ISBN 9780756500153, lire en ligne)
- (en-US) Monica Rausch, Harriet Tubman, Weekly Reader Early Learning Library via Internet Archive, 1er janvier 2007, 32 p. (ISBN 9780836879858, lire en ligne)
- (en-US) John Rowley, Harriet Tubman, Heinemann Library via Internet Archive, 28 novembre 1997, rééd. 1998, 32 p. (ISBN 9781575725581, lire en ligne),
- (en-US) Rosemary Sadlier, Harriet Tubman: Freedom Seeker, Freedom Leader, Dundurn Press, 28 janvier 2012, 196 p. (ISBN 9781459701502, lire en ligne)
- (en-US) Tanya Savory, Harriet Tubman: Freedom Leader, Townsend Press, 1er janvier 2008, 148 p. (ISBN 9781591941019, lire en ligne)
- (en-US) Kem Knapp Sawyer, Harriet Tubman, DK Publishing, 1er janvier 2010, 132 p. (ISBN 9780756658069, lire en ligne)
- (en-US) Rob Shone & Anita Ganeri, Harriet Tubman, Franklin Watts via Internet Archive, 1er juillet 2007, 56 p. (ISBN 9780749677800, lire en ligne)
- (en-US) George Sullivan, Harriet Tubman, Scholastic Reference via Internet Archive, 1er mars 2002, 136 p. (ISBN 9780439165846, lire en ligne)
- (en-US) Kerry S. Walters, Harriet Tubman : a life in american history, Rowman & Littlefield, 2022, 229 p. (ISBN 978-1-5381-6474-7 et 978-1-4408-5568-9, OCLC 1376414955, lire en ligne).

### Articles
- (en-US) Mary Eusebius, « A Modern Moses: Harriet Tubman », The Journal of Negro Education, Vol. 19, No. 1,‎ hiver 1950, p. 16-27 (12 pages) (lire en ligne),
- (en-US) Jean M. Humez, « In Search of Harriet Tubman's Spiritual Autobiography », NWSA Journal, vol. 5, no 2,‎ été 1993, p. 162-182 (21 pages) (lire en ligne),
- (en) Chantal N. Gibson & Monique Silverman, « Sur/Rendering Her Image: The Unknowable Harriet Tubman », RACAR: revue d'art canadienne / Canadian Art Review, Vol. 30, No. 1/2,‎ 2005, p. 25-38 (14 pages) (lire en ligne),
- (en-US) Kahlil Chism, « Harriet Tubman: Spy, Veteran, and Widow », OAH Magazine of History, Vol. 19, No. 2,‎ mars 2005, p. 47-51 (5 pages) (lire en ligne),
- (en-US) Janell Hobson, « The Rape of Harriet Tubman », Meridians , Vol. 12, No. 2,‎ 2014, p. 161-168 (7 pages) (lire en ligne),
- (en-US) Dann j. Broyld, « Harriet Tubman: Transnationalism and the Land of a Queen in the Late Antebellum », Meridians, Vol. 12, No. 2,‎ 2014, p. 78-98 (21 pages) (lire en ligne).

### En français
- avec Sarah Hopkins Bradford (trad. Françoise Bouillot), Harriet Tubman : mémoires, Paris, Payot, coll. « Petite bibliothèque Payot » (no 1167), 2022, 217 p. (ISBN 9782228929783 et 2228929786, OCLC 1319657719, lire en ligne).
- Sarah Hopkins Bradford (trad. Lionel Cruzille), Harriet Tubman, la Moïse noire, l'Alchimiste éditions, 2023, 138 p. (ISBN 978-2-37966-202-7 et 2379662029, OCLC 1397003973, BNF 47270746, lire en ligne). .
- Audrey Celestine (préf. Aïssa Maïga), Des vies de combat, Paris, Collection Proche, 2022, 330 p. (ISBN 978-2-493909-08-4 et 2493909089, OCLC 1354331302, lire en ligne), p. 18.
- Delphine Louis-Dimitrov, « Harriet, film américain de Kasi Lemmons, 2019, 125 min.: Harriet Tubman, libératrice : de l’histoire aux représentations mythiques », Cahiers d’histoire. Revue d’histoire critique, no 151,‎ 1er décembre 2021, p. 205–211 (ISSN 1271-6669 et 2102-5916, OCLC 9475540285, DOI 10.4000/chrhc.18028, lire en ligne, consulté le 27 janvier 2025).
- Jacob Lawrence (trad. de l'anglais par Étienne Dobenesque, livre jeunesse), Harriet et la terre promise [« Harriet and the Promised Land »], Ypsilon, coll. « Ymagier », 2017, 36 p. (ISBN 978-2-35654-079-9 et 2356540792, OCLC 1027757322, BNF 45392926, lire en ligne).
- Robert Livesey, Harriet Tubman dans L'héritage noir, Saint-Boniface, Man. : Éditions des Plaines via Internet Archive, 2012 (ISBN 978-2-89611-300-2, lire en ligne).
- Michel Pomarède, « Épisode 2/2 : Les chants de ralliement de l’ancienne esclave », 1 épisode de 28 min [audio], sur France Culture, 8 juin 2022 (consulté en février 2025) .